# Paul Klages
Paul Klages (* 29. Januar 1899 in Stettenhofen; † 2. Februar 1959 in München) war ein deutscher Flugzeugkonstrukteur.

## Leben

### Bis 1945
Klages absolvierte ein Studium an der TH Hannover, wobei er während seiner Diplomarbeit von Arthur Pröll, dem Leiter des dortigen Instituts für Aerodynamik und Flugtechnik, betreut wurde. Nach seinem Abschluss erhielt er eine Anstellung bei der Focke-Wulf-Flugzeugbau AG in Bremen, wo seine erste Aufgabe in der Erprobungsbetreuung des Verkehrsflugzeugs A 16 bestand. Klages blieb bis 1927 in Bremen und wechselte dann zu den Albatros Flugzeugwerken, blieb dort allerdings wegen der angespannten Wirtschaftslage im Luftfahrtbereich nur kurze Zeit und wechselte in den Schiffsbausektor zur Hamburgischen Schiffsbau-Versuchsanstalt für die Berechnung und Konstruktion von Schiffsschrauben.
Als sich bei Focke-Wulf bedingt durch einen Ende 1927 von der Luft Hansa erteilten größeren Auftrag über die Lieferung mehrerer Verkehrsflugzeuge vom Typ A 17 „Möve“ eine Entspannung der finanziellen Situation abzeichnete, bot Henrich Focke ihm eine Stelle in seinem Konstruktionsbüro an. Klages kam 1928 zu Focke-Wulf zurück und wurde zunächst als Gruppenführer neben Wilhelm Bansemir eingestellt. Seine erste eigene Konstruktion war im selben Jahr das als Doppeldecker ausgelegte Aufklärungsflugzeug K 23 „Buchfink“, das jedoch, fast fertiggestellt, bei einem nächtlichen Großbrand in der Werkstatt von Focke-Wulf am 11. September 1929 vollständig zerstört wurde. Doch bereits sein nächster Entwurf, das Sportflugzeug S 24 „Kiebitz“, wurde in einer kleinen Serie gebaut, ein Erfolg. Da von der Werksleitung für ein solches Muster keine Geldmittel vorgesehen waren, entwickelte Klages zusammen mit dem Konstrukteur Wohlberg das Flugzeug in seiner freien Zeit. Mit einer S 24c gewann Gerd Achgelis die deutsche Kunstflugmeisterschaft von 1931. Die nächsten Konstruktionen aus der Feder Klages waren das dreisitzige Passagierflugzeug A 33 „Sperber“ und das modern ausgelegte schnelle Reiseflugzeug A 43 „Falke“, die aber beide nicht erfolgreich waren. Sein bekanntester Focke-Wulf-Entwurf, das Schulflugzeug Fw 44 „Stieglitz“, für das er als Basis den „Kiebitz“ nutzte, entstand bereits unter dem neuen Vorgesetzten Kurt Tank, der 1931 auf Druck des Reichsluftfahrtministeriums eingestellt worden war. Die immer wieder in der Literatur zu findende Aussage, Tank habe anschließend aktiv bei den nachfolgenden Flugzeugkonstruktionen von Focke-Wulf mitgewirkt, ist nicht richtig, denn als Technischer Leiter der Entwurfsabteilung war er lediglich für die Organisation und Aufgabenverteilung zuständig. Der „Stieglitz“ wurde eines der Standardschulflugzeuge der Luftwaffe und in annähernd zweitausend Exemplaren gebaut. Als letzten Entwurf, den er für Focke-Wulf zusammen mit Andreas von Faehlmann zu Papier brachte, schuf Klages das zweimotorige Schulflugzeug Fw 58 „Weihe“, von dem mehr als 1650 Stück gebaut wurden.
Nachdem Henrich Focke 1933 auf Druck von Kurt Tank aus seinem Unternehmen ausschied, nutzte auch Klages die nächsbietende Gelegenheit und übernahm zum 1. April 1935 bei den AGO Flugzeugwerken in Oschersleben die Stelle des Chefkonstrukteurs. Dort wurden unter seiner Leitung sieben Projekte bearbeitet, von denen allerdings nur das Reiseflugzeug AGO Ao 192 in kleiner Stückzahl gebaut wurde. Als größere Erfolge ausblieben, wurde die AGO-Entwicklungsabteilung zum 1. April 1939 geschlossen. Deren ehemalige Angestellte sollten anschließend eigentlich von Messerschmitt übernommen werden, doch setzte es Klages durch, mit seinen engsten Mitarbeitern zur inzwischen von Henrich Focke aufgebauten Focke, Achgelis & Co GmbH zu wechseln, wo nach seinen Ideen eine Attrappe des Wandelflugzeugs Fa 269 gebaut wurde. Ein weiterer technisch anspruchsvoller Entwurf war der Hubschrauber Fa 330 „Bachstelze“, für den Klages am 3. März 1944 den „Dr.-Fritz-Todt-Preis in Stahl“ erhielt. Kurzzeitig war er 1944 auch auf Anordnung an der Entwicklung des Raketenflugzeugs Me 163 beteiligt. Eine weitere Anweisung berief ihn zum Ende 1944 wiederum zurück zu Focke-Wulf, wo er sich mit Problemen der Druckkabine des Höhenjägers Ta 152 H beschäftigte. Am 1. Februar 1945 wurde Klages zum Oberingenieur befördert. Das Ende des Krieges erlebte er in Bad Eilsen, wo er sich als Gärtner betätigte und sich so (vorerst) dem Zugriff alliierter „Spezialistenjäger“ entziehen konnte.

### Nach 1945
Nach dem Ende des Krieges begannen sowohl die westlichen Alliierten wie auch die Sowjetunion vermehrt mit der – auch zwangsweisen – Verpflichtung von deutschen Fachleuten für ihre jeweiligen militärischen Entwicklungsprogramme. Klages versuchte sich dem 1947 mit einer Flucht nach Argentinien zu entziehen, was ihm nach einer zwischenzeitlichen Verhaftung an der dänischen Grenze mit anschließender Übergabe an die englische Besatzungsmacht und mehrmonatiger Gefangenschaft in Neuengamme im darauffolgenden Jahr auch gelang. Am 17. Mai 1948 erreichte er Buenos Aires und wurde zum persönlichen Mitarbeiter des mittlerweile dort an Militärprojekten für Argentiniens Präsident Juan Perón arbeitenden Kurt Tank ernannt. Klages beteiligte sich in der Folge an etwa 20 Flugzeugkonzepten, von denen die I.Ae.27 „Pulqui I“, die I.Ae.33 „Pulqui II“ und die I.Ae.35 „Huanquero“ die erfolgreichsten waren.
Im Jahr 1956 ging Paul Klages auf Anfrage Willy Messerschmitts nach Spanien und beteiligte sich in Sevilla als dessen Vertreter und Leiter einer Entwicklungsgruppe an der Konstruktion des Strahltrainers HA-200. Im Sommer 1957 kehrte Klages nach Deutschland zurück und ließ sich in der Nähe von München nieder, um als Konstruktionschef weiterhin für Messerschmitt tätig zu sein.